# Данилов Олег Данилович
Данилов Олег Данилович (рос. Данилов Олег Данилович; 26 жовтня 1949, Ленінград — 1 січня 2021, Мінськ) — російський драматург та сценарист.

## Життєпис
Олег Данилов народився у Ленінграді. Батько — історик Даніїл Натанович Альшиц (1919—2012). У 1971 році закінчив економічний факультет Ленінградського кораблебудівного інституту.
Працював редактором к/с «Голос» («Ленфільм») і завлітом Театру комедії ім. Акімова.
Автор п'єс «Три пишемо — два в умі», «Ми йдемо дивитися „Чапаєва“», «Завтра об одинадцятій», «Дівчина з гуртожитку», «Подаруй мені місячне сяйво», «Четверта планета», «Тартарен із Тараскона», «Алхіміки», «Леді на день», «Сімейна ідилія» та інших. У 1993 році Олег Данилов отримав премію ім. А. Піотровського за найкращий сценарій (фільм «Ти в мене одна») на конкурсі професійної премії кіностудії «Ленфільм».
Помер 1 січня 2021 року в Мінську у віці 71-го року від ускладнень, викликаних коронавірусним захворюванням COVID-19.
Про смерть сценариста повідомив режисер Дмитро Астрахан, який створив за сценаріями Данилова усі свої фільми: «Сьогодні пішов з життя мій близький друг, великий художник, автор сценаріїв усіх моїх фільмів, драматург і сценарист Олег Данилов. Важко прийняти і охопити розумом цю втрату. Світла пам'ять про Олега Даниловича назавжди залишиться в серцях його друзів, колег та численних шанувальників». Похорон відбувся 7 січня 2021 року на єврейському кладовищі Санкт-Петербурга.

## Фільмографія
Ролі у кіно:
- 1993 — Ти в мене одна (рос. Ты у меня одна) — суддя на боксі (немає в титрах)

Сценарист:
- 1991 — Вийди! (рос. Изыди!)
- 1993 — Ти в мене одна (рос. Ты у меня одна)
- 1995 — Усе буде добре! (рос. Всё будет хорошо)
- 1995 — Четверта планета (рос. Четвёртая планета)
- 1996 — З пекла в пекло (рос. Из ада в ад; англ. From Hell to Hell) (Білорусь, Німеччина, Росія)
- 1998 — Зал очікування (телесеріал) (рос. Зал ожидания) (Білорусь)
- 1998 — Контракт зі смертю (рос. Контракт со смертью)
- 1998 — Перехрестя (рос. Перекресток) (Білорусь)
- 2000 — Алхіміки (рос. Алхимики) (Білорусь)
- 2001 — Жовтий карлик (рос. Жёлтый карлик)
- 2001 — Подаруй мені місячне сяйво (рос. Подари мне лунный свет) (Білорусь, Росія)
- 2002 — Леді на день (рос. Леди на день)
- 2003 — Тартарен із Тараскона (рос. Тартарен из Тараскона)
- 2004 — Темна ніч (рос. Тёмная ночь)
- 2004 — Фабрика мрій (рос. Фабрика грез)
- 2005 — Неділя в жіночій лазні (рос. Воскресенье в женской бане)
- 2007 — Усе по чесному (рос. Всё по-честному)
- 2008 — На світі живуть добрі і хороші люди (рос. На свете живут добрые и хорошие люди)
- 2010 — Нічної таверни вогник (рос. Ночной таверны огонёк)
- 2013 — Дітки (рос. Деточки)
- 2016 — Любов без правил (рос. Любовь без правил)
- 2018 — Гра (рос. Игра)
- 2021 — Життя після життя (рос. Жизнь после жизни) (Білорусь, Росія)